# Melitaea septentriorientis
Melitaea septentriorientis is een vlinder uit de familie Nymphalidae. De wetenschappelijke naam van de soort is voor het eerst geldig gepubliceerd in 1930 door Ruggero Verity.